# Ansovino
Ansovino de Camerino (Camerino, s, IX) fue ermitaño, diplomático y obispo italiano, cuya sede fue la ciudad de Camerino. Es considerado santo por la iglesia católica y ortodoxa, y su fiesta se celebra el 12 de marzo.

## Hagiografía
De origen lombardo, Ansovino nació en Camerino, en el siglo IX.
Fue educado en la escuela de la catedral de Pavia. Cuando se hizo mayor fue eremita en el Castel Raimondo, cerca de Torcello, en la República de Venecia.
Antes de ser elegido obispo de Camerino, sirvió para el canciller de Luis II el Joven. Ansovino rechazó aceptar su cargo hasta que el monarca aceptó que estuviera exento de la posibilidad de reclutar para el ejército imperial. Durante este tiempo, los obispos tenían la obligación de reclutar hombres para el ejército.

### Episcopado
Fue consagrado en Roma por el papa León IV, en el 845, para suceder a Fratello. Volvió a la capital para participar en el Concilio de Roma, representando al Papa Nicolás I en el 861, donde se expidió el Ansuinus Camerinensis.
Su episcopado estuvo caracterizado por su generosidad hacia los pobres y su pacificación de la ciudad.

### Fallecimiento y controversia con su fecha
Aventino falleció en Camerino, luego de sufrir una fiebre intensa que contrajo en Roma. A pesar de que no se sabe la fecha exacta de su muerte, existe muchas fuentes que la ubican entre la mitad del siglo IX. Así, por ejemplo, algunas fuentes lo ubican en el 861, después de asistir al Concilio Romano, porque fue allí donde adquirió la fiebre que lo llevaría a la muerte.
El santoral romano, y otras fuentes derivadas, lo ubican en el 686, 5 años después del concilio, lo que rompe con la relación entre la fiebre y su muerte, que es aceptada, fue la razón de su deceso.

## Onomástico y Culto público
Es conmemorado el 13 de marzo, en Camerino, junto con Venancio, patrón de la ciudad Aunque los dos son conmemorados en días distintos, se le tiene gran aprecio a los dos.

### Patronazgo
Se le considera patrón de los agricultores y las cosechas, porque, en vida, Ansovino dedicó sus esfuerzos por darle alimento a las personas de bajos recursos de su comunidad. Se le atribuye un milagro, que consistió en que un día, la gente hambrienta le pedía de comer, pero el granero del pueblo estaba vacío. Fue así que Aventino inició una oración para pedir alimento a Dios, y, según se cuenta, el granero se llenó a tal punto que, la gente quedó saciada, en su totalidad.

### Santuarios
La catedral en Camerino incluye un arco de mármol medieval de Sant'Ansovino. Un monumental sarcófago se levantó hacia el 1390 conteniendo sus reliquias. Su festividad se celebra el 13 de marzo y también se celebraba un festival donde se reunían los nobles de toda la región.
La iglesia de Santi Venanzio e Ansovino en Roma está dedicada a su nombre. Además hay diferentes iglesias rurales con su nombre en Avacelli, Casenove, Bevagna y Monsammartino.